# Gad (film)
Gad (ang. Reptile) – amerykański film kryminalny z 2023 roku w reżyserii Granta Singera. W głównych rolach wystąpili Benicio del Toro, Alicia Silverstone i Justin Timberlake. Film miał premierę 7 września 2023 roku na platformie Netflix.

## Fabuła
Detektyw Tom Nichols zajmuje się badaniem sprawy zabójstwa pośredniczki w handlu nieruchomościami. Wśród potencjalnej trójki podejrzanych znajduje się jej chłopak, który odnalazł ciało, a z którym pokłóciła się na noc przed śmiercią, mający do niego urazę ekscentryk oraz zajmujący się sprzedawaniem narkotyków były mąż ofiary.

## Obsada
- Benicio del Toro jako Tom Nichols
- Alicia Silverstone jako Judy Nichols
- Justin Timberlake jako Will Grady
- Eric Bogosian jako kapitan Robert Allen
- Frances Fisher jako Camille Grady
- Domenick Lombardozzi jako Wally
- Michael Pitt jako Eli Phillips
- Owen Teague jako Rudi Rackozy
- Victor Rasuk jako funkcjonariusz Peralta
- Matilda Anna Ingrid Lutz jako Summer Elswick
- Karl Glusman jako Sam Gifford
- Ato Essandoh jako Dan Cleary
- Jesse C. Boyd jako Dale
- Thad Luckinbill jako Peter
- Sky Ferreira jako Renee
- Mike Pniewski jako szef Marty Graeber
- Catherine Dyer jako Deena Allen[1]

## Produkcja
Okres zdjęciowy trwał od 13 września do 15 listopada 2021 roku. Film kręcono w miejscowościach Dunwoody i Atlanta w stanie Georgia oraz na terenie Nowej Anglii w USA.

## Odbiór

### Reakcja krytyków
Film spotkał się ze średnią reakcją krytyków. W agregatorze recenzji Rotten Tomatoes 44% z 79 recenzji uznano za pozytywne, a średnia ocen wyniosła 5,5 na 10. Z kolei w agregatorze Metacritic średnia ważona ocen z 23 recenzji wyniosła 52 punkty na 100.

## Nagrody i nominacje
| Nagroda                                   | Kategoria                                                                             | Wynik     |
| ----------------------------------------- | ------------------------------------------------------------------------------------- | --------- |
| Międzynarodowy Festiwal Filmowy w Toronto | Nagroda Festiwalowa w sekcji ‘Prezentacje Specjalne’ – Udział w sekcji (Grant Singer) | nominacja |